# Elusive Falls
Die Elusive Falls (dt.: „Versteckter Wasserfall“) ist ein kleiner Wasserfall auf der Karibikinsel St. Lucia. 

## Geographie
Der Wasserfall ist einer aus einer ganzen Reihe von Kaskaden, die am Oberlauf, in der Schlucht der Ravine Rozette (Vieux Fort River) liegen. Er ist eines der Wanderziele im Quarter (Distrikt) Vieux Fort. Er liegt auf einer Höhe von ca. 260 m. Südlich und unterhalb liegen die Bellevue Falls.